# FERMT1
FERMT1‏ (Fermitin family member 1) هوَ بروتين يُشَفر بواسطة جين FERMT1 في الإنسان.